# Tump Terret
Tump Terret är ett slott i Storbritannien.   Det ligger i kommunen Monmouthshire och riksdelen Wales, i den södra delen av landet, 180 km väster om huvudstaden London. Tump Terret ligger 211 meter över havet.
Terrängen runt Tump Terret är kuperad åt sydost, men åt nordväst är den platt. Tump Terret ligger uppe på en höjd. Runt Tump Terret är det ganska tätbefolkat, med 185 invånare per kvadratkilometer. Närmaste större samhälle är Monmouth, 7,6 km norr om Tump Terret. Trakten runt Tump Terret består i huvudsak av gräsmarker.